# Alchemilla pseudoexigua
Alchemilla pseudoexigua é uma espécie de rosácea do gênero Alchemilla, pertencente à família Rosaceae.